# Obluč'e
Obluč'e (in russo Облучье?, in yiddish אָבלוטשיע‎?, Oblutschie) è una città della Russia, nell'Oblast' autonoma ebraica nell'Estremo Oriente russo, e capoluogo dell'Oblučenskij rajon.
Fondata nel 1911 dagli operai addetti alla costruzione della Ferrovia Bajkal-Amur, assunse la denominazione attuale nel 1915 e nel 1938 lo status di città.